# Ignace-Joseph Vanlerberghe

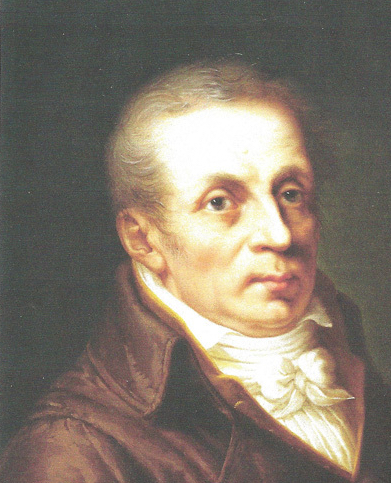

Ignace-Joseph Vanlerberghe (* 1758 in Douai; † 27. September 1819)
war in Frankreich während Konsulat und Empire ein Fachmann für die Beschaffung und den Handel mit Getreide.

## Leben

### Aufstieg mit Hindernissen
Seine Herkunft aus Douai hatte Vanlerberghe gemein mit mehreren Persönlichkeiten der Finanzwelt in den Tagen der Französischen Revolution, größere Geschäfte machte er schon vor dem Ende des Ancien Régime. Das Berufsfeld mochte sein Stiefvater namens Lefèvre vorgegeben haben, der Verpflegungs-Generalinspekteur in Lille war. Berichtet wird von einer Spekulation mit 250000 Doppelzentnern Getreide, mit denen Vanlerberghe 1789 in den Häfen von Le Havre und Dünkirchen 125 Häuser füllen ließ, um erfolgreich Flandern und seine Nachbarprovinzen vor einer Hungersnot zu bewahren. Beteiligt war er bei der Gründung eines Vorratslagers für den Pariser Markthallen und er fiel mit seinem Geschick bei der Beschaffung von Weizen für die Armée du Nord (1792–1793) auf, wobei auch die Bekanntschaft mit den Bankiersbrüdern und Tuchhändlern Pierre Narcisse Dorothée Michel (l’aîné) und Marc Antoine Grégoire Michel (le jeune) entstand. Trotzdem wurde ihm mehrmals vorgeworfen, Getreide zu horten, woraufhin er in den Tagen der Terrorherrschaft fliehen musste. Er konnte 1795 nach Frankreich zurückkehren, aber obwohl Schützling von Cambacérès, wurde er erst 1798 von der Emigrantenliste gestrichen und blieb bis 1799 unter Polizeiaufsicht.

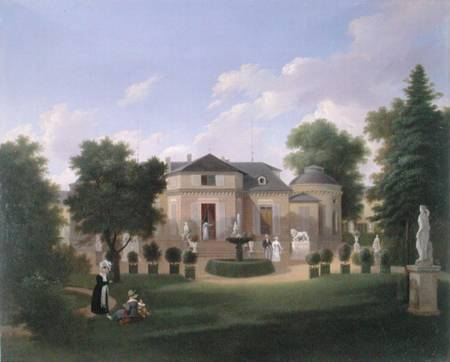
Von den Eheleuten Vanlerberghe bewohnte Chartreuse des Anwesens Folie Beaujon

Keinen Abbruch tat dies der Entwicklung seiner Geschäfte, er wirkte als Lieferant für Verpflegungsbrot zusammen mit den Firmen Wouters & Godard (1796) sowie Rochefort (1799) und 1802 für eine die Italienarmee und die des Inneren versorgende Gesellschaft Maurin, hinter der sich ein Zusammenschluss mit dem von Napoleon wenig gelittenen Großkaufmann Gabriel-Julien Ouvrard verbarg.
Jenem damals möglicherweise reichsten Franzosen näherte Vanlerberghe sich auch in seinem Lebensstil an: Umfangreicher Grunderwerb, darunter das prächtige Anwesen Folie Beaujon im Pariser Stadtteil Faubourg-du-Roule, und glänzende Empfänge, deren Liebenswürdigkeit und Großzügigkeit ihm zu Ansehen verhalfen. 1798 hatte er dem Schatzmeister des Direktoriums einen Kredit von vier Millionen Francs gegeben, wofür ihm als Pfand der Diamant „le Régent“ überlassen wurde. Eine Legende besagt, Frau Vanlerberghe habe den Edelstein in einer Fassung getragen und eine Kopie aus Bergkristall sei das Objekt der Neugierde der Gäste auf Folie Beaujon gewesen.

### Verlustgeschäfte in der Zeit von Konsulat und Empire
Die Trennung der Eheleute im Folgejahr war denn auch nur eine Schein-Scheidung mit dem Ziel der Herbeiführung einer Gütertrennung – kluge Voraussicht, wie sich zeigen würde. Bei Napoleon hatte sich in dessen Dienstzeit eine Abneigung gegen Armeelieferanten festgesetzt, wenige hatten darunter mehr zu leiden als der Generalproviantmeister Vanlerberghe. Da schrieb der Berater Joseph Fiévée an Napoleon über den Getreidehändler:

„Man hat mit Freude Vanlerberghe vom Wirtschaftsministerium beauftragt gesehen, sich um die Verbrauchsgüter einiger mehr als andere leidender Departements zu kümmern, und mit noch mehr Freude, dass die Geschäfte, für die er die Verantwortung übernahm, das von ihm versprochene Ergebnis hatten.“

Napoleon verfuhr jedoch umgekehrt, wie es dessen General Jean Rapp festhielt:

„Galt es einen Gläubiger, dessen Rechte unantastbar waren, auszuzahlen, so erweckte man in ihm (eben, weil er das so sehr wünschte) Zweifel über die Berechtigung der Forderung; man veranlasste ihn, den Betrag auf die Hälfte, auf ein Drittel, oft auf – gar nichts zu reduzieren.“

Entsprechende Erfahrungen machte Vanlerberghe 1802 zusammen mit Ouvrard, als Napoleon nach Missernten und ersten Hungeraufständen sie um Hilfe rief. Die beiden konnten ihre Verbindungen nutzen, setzten alle Hebel in Bewegung und hatten nach drei Wochen den Brotpreis auf dem alten Stand. Anderthalb Jahre des Mahnens und Drängens bedurfte es anschließend, um Napoleon wenigstens zur Erstattung der vorgelegten 26 Millionen zu bewegen. Tage, in denen es wenig angeraten schien, einen auf sechs Jahre angelegten Auftrag für den Unterhalt der französischen Marine ab Juni 1803 abzulehnen. Hinzu kam die Verpflegung der sogenannten Landungsarmee in Boulogne, die für eine Invasion Englands gedacht war. Schlecht war die Zahlungsmoral auch bei diesen Unternehmungen und es dürfte – jedenfalls für Ouvrard – ein Prestigegewinn noch vor einer finanziellen Gewinnerwartung rangiert haben, als Vanlerberghe sich mit ihm und den Brüdern Michel in der Gesellschaft der vereinigten Kaufleute organisierte.

### Auf dem schwierigen Gelände der Staatsfinanziers
Dieses Konsortium diente zur Staatsfinanzierung, wurde von Ouvrard aber zum Mittel einer Spekulation mit Edelmetall aus spanischen Kolonien zweckentfremdet. Hinterher stellte der damalige Schatzminister Barbé-Marbois fest, es habe plötzlich Vanlerberghe, der nichts „gut verstand als den Verpflegungsdienst, sich fast ohne es zu wissen in andere Geschäfte hineingezogen befunden“. Im Gegensatz zu seinen Mit-Darlehensgebern war Vanlerberghe nicht zeitweise in den seit 1800 gebildeten Vorgänger-Zusammenschlüssen vertreten gewesen. Erschwert wurde 1805 sein Wirtschaften obendrein durch Napoleons Beschluss, offene Rechnungen der Armeelieferanten mit ihnen überlassenen Nationalgütern zu bezahlen. So fielen Vanlerberghe 37 Hofgüter zu im Rur-, vier im Donnersberg-Departement und 30 aus dem Arrondissement Koblenz. Als auch die Methode, sich unter vertrauten Kaufleuten Gefälligkeitswechsel auszustellen, keine Barmittel mehr einbrachte, musste Vanlerberghe im September 1805 der Regierung mitteilen, er sei außer Stande, den Etappen- und Garnisonsdienst weiter zu sichern. Mit plumper Hand zerriss Napoleon schließlich das ganze feingesponnene Gewebe von Ouvrards Mexiko-Geschäft, aber da in den Büchern des einbezogenen Handelshauses Hope & Co. das Konto auf „van Lerberghe & Ouvrard“ lief, war es auch an dem Getreidehändler, den vom neuen Schatzminister Nicolas-François Mollien auf 143 Millionen Francs bezifferten Schaden zu begleichen.
Auf die nun erfolgte Inhaftierung erfolgte 1806 seltsamerweise eine Verlängerung der Verträge für Lieferungen an Heer und Marine: Um die umstrittenen Millionen herbeizuschaffen, musste er die Lieferungen wie bisher vollständig ausführen bekam aber nur die Hälfte oder ein Drittel bezahlt, der Rest wurde als Schuldentilgung angesehen. Kurz vor Abarbeitung der Forderung blieb Vanlerberghe so am 31. Dezember 1807 nur noch die gerichtliche Anmeldung des Konkurses. Nach Napoleons Abkehr von den vereinigten Kaufleuten fristete Vanlerberghe ab 1809 ein Dasein im Gefängnis oder Krankenhaus. Die Restauration erst brachte ihm eine Wiedereinsetzung mit der Sicherung des Getreidevorrats von Paris. Doch selbst nach 1815 bedrängte der Staatsschatz ihn mit alten Forderungen, wo Vanlerberghe doch glaubte, selbst offene Rechnungen für Lieferungen nach Boulogne zu haben. Eine letzte, verhängnisvolle Zusammenarbeit mit Ouvrard bahnte sich an. Zwar war es ihnen gelungen, die geschuldeten Restbeträge für Lieferungen zur Vorbereitung einer Landung in England, in die französischen Budgets von 1814–1819 hineinzubringen, doch hielt Ouvrard es nun für angebracht, die Forderung durch seinen Freund Herzog von Wellington bekräftigen zu lassen. Die Sache wurde damit als eine fremde Einmischung in innere Angelegenheiten des Landes betrachtet und die Forderung der beiden vom Staatsrat am 25. September 1819 endgültig abgelehnt. Der Verlust von neun Millionen Francs war für Vanlerberghe anscheinend ein so schwerer Schlag, dass er zwei Tage darauf starb.

### Heikles Erbe für die Nachkommen
Mit seiner Frau, einer geborenen Lemaire, hatte er einen Sohn und drei Töchter. Sie waren so gute Partien, dass selbst Napoleon 1805 seinem General Rapp vorschlug, Vanlerberghes älteste Tochter zu heiraten. In zweiter Ehe heiratete sie den Comte de Villoutreys. Ihre beiden jüngern Schwestern heirateten den Immobilienmakler Jean-Baptiste Paulée (anschließend den Vicomte Jacqueminot) und den Sohn des Senators Cornudet. Im Gegensatz zu ihrem Bruder schlugen sie das Erbe aus. Jener erhielt noch 1823 von Armand Seguin eine Rechnung über 1,67 Millionen Francs, Überbleibsel aus der Affäre um die Gesellschaft der vereinigten Kaufleute. Immer noch in dieser Angelegenheit erging 1833 ein Urteil des Königlichen Gerichtshofs, wonach Vanlerberghes Witwe auf betrügerische und unzulässige Weise versucht habe, sich durch Eigentumsübertragung den Verpflichtungen gegenüber Seguin zu entziehen. Am Weingut Château Lafite-Rothschild offenbarte sich nach dem Tod von Vanlerberghes Sohn wieder die raffinierte Kaschierung von Besitzverhältnissen. Erst 1868 konnten sich Vanlerberghes Töchter oder deren Nachkommen durch Zahlung von drei Millionen endgültig der staatlichen Forderungen entledigen.